# Diamantbollen
Le Diamantbollen (ballon de diamant en français) est un trophée décerné par le journal Sydsvenskan et la Fédération de Suède de football depuis 1990 récompensant tous les ans la meilleure joueuse de football suédoise de l'année, évoluant en Suède ou à l'étranger. Le Guldbollen est son équivalent masculin.

## Les récipiendaires
| Année | Joueuse                 | Club                              |
| ----- | ----------------------- | --------------------------------- |
| 1990  | Eva Zeikfalvy           | Malmö FF                          |
| 1991  | Elisabeth Leidinge      | Jitex BK                          |
| 1992  | Anneli Andelén          | Öxabäck IF                        |
| 1993  | Lena Videkull           | Malmö FF                          |
| 1994  | Kristin Bengtsson       | Hammarby IF                       |
| 1995  | Malin Andersson         | Älvsjö AIK                        |
| 1996  | Malin Swedberg          | Älvsjö AIK                        |
| 1997  | Ulrika Karlsson         | Bälinge IF                        |
| 1998  | Victoria Sandell        | Älvsjö AIK                        |
| 1999  | Cecilia Sandell         | Älvsjö AIK                        |
| 2000  | Tina Nordlund           | Umeå IK                           |
| 2001  | Malin Moström           | Umeå IK                           |
| 2002  | Hanna Ljungberg         | Umeå IK                           |
| 2003  | Victoria Sandell        | Djurgården/Älvsjö                 |
| 2004  | Kristin Bengtsson       | Djurgården/Älvsjö                 |
| 2005  | Hanna Marklund          | Sunnanå SK                        |
| 2006  | Lotta Schelin           | Kopparbergs/Göteborg FC           |
| 2007  | Therese Sjögran         | LdB FC Malmö                      |
| 2008  | Frida Östberg           | Umeå IK                           |
| 2009  | Caroline Seger          | Linköpings FC                     |
| 2010  | Therese Sjögran         | LdB FC Malmö                      |
| 2011  | Lotta Schelin           | Olympique lyonnais                |
| 2012  | Lotta Schelin           | Olympique lyonnais                |
| 2013  | Lotta Schelin           | Olympique lyonnais                |
| 2014  | Lotta Schelin           | Olympique lyonnais                |
| 2015  | Hedvig Lindahl          | Chelsea                           |
| 2016  | Hedvig Lindahl          | Chelsea                           |
| 2017  | Kosovare Asllani        | Manchester City WFC/Linköpings FC |
| 2018  | Nilla Fischer           | VfL Wolfsburg                     |
| 2019  | Caroline Seger          | FC Rosengård                      |
| 2020  | Eriksson                | Chelsea                           |
| 2021  | Fridolina Rolfö         | FC Barcelona                      |
| 2022  | Fridolina Rolfö         | FC Barcelona                      |
| 2023  | Elin Rubensson          | BK Häcken                         |
| 2024  | Johanna Rytting Kaneryd | Chelsea                           |